# Кузьминка (Краснооктябрьский район)
Кузьминка (тат. Кызьма-Авыл, ) — деревня в Краснооктябрьском районе Нижегородской области.
Название селения происходит от имени служилого татарина Кузьмы Судеярова.  До 1611 г. Кузьма Судеяров со своим отрядом из 43 человек  пришёл из Темниковского уезда и поселился в старинном тюркском селении Пара на одноимённой реке.
Деревня Кузьминка расположена неподалёку от реки Пары и исторически граничит как с крупными татарскими сёлами Уразовка и Антяровка, так и с более маленькими деревнями как Кадомка.